# Culture maker

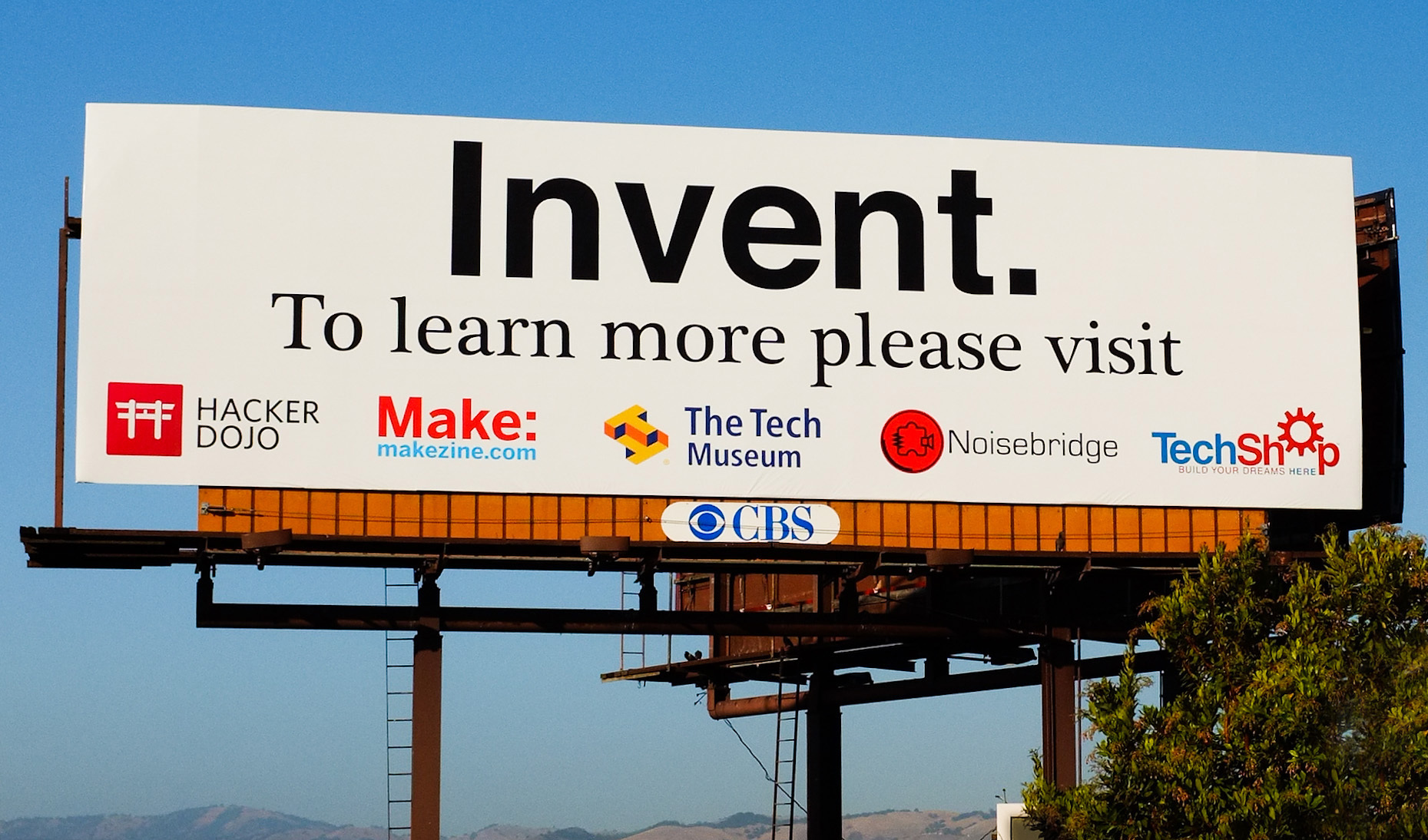
Un panneau dans la Silicon Valley qui exhorte l'automobiliste : « Inventez ».

La culture maker (de l'anglais : maker, lit. « faiseur ») est une culture (ou sous-culture) contemporaine constituant une branche de la culture Do it yourself (DIY) (qu'on peut traduire en français par « faites-le vous-même ») tournée vers les techniques, ainsi que la création en groupe. La communauté des makers apprécie de prendre part à des projets orientés ingénierie. Les domaines typiques de ces projets sont ainsi l'électronique, la robotique, l'impression 3D et l'usage des machines-outils à commande numérique (CNC), mais également des activités plus traditionnelles telles que la métallurgie, la menuiserie, les arts traditionnels et l'artisanat.
Cette culture met l'accent sur une utilisation innovante de la technologie et encourage l'invention et le prototypage. Une attention toute particulière est portée à l'apprentissage de compétences pratiques et à l'application de celles-ci de manière créative. La culture maker est née aux États-Unis puis a été popularisée en Europe.

## Définition dumake
Selon Michel Lallement, le make est un travail qui trouve en soi même sa propre finalité. C'est une activité que l'on exerce pour se faire plaisir, se divertir et qui n'a pas d'autre but : ce qui compte est l'action de faire et non le résultat du faire,.
On parle plus généralement d'un mouvement (le « mouvement maker ») que d'une culture ou d'une sous-culture, selon Chris Anderson, auteur d'un ouvrage pionnier sur les makers.

## Valeurs
La culture maker met l'accent sur l'apprentissage par la pratique dans un cadre social. Elle se concentre ainsi sur un apprentissage informel, communautaire, collaboratif et partagé via un patrimoine informationnel commun motivé par l'amusement et l'accomplissement personnel,. Elle encourage l'application des nouvelles technologies et l'exploration de l'intersection entre des domaines traditionnellement séparés comme la métallurgie, la calligraphie, la réalisation vidéo et la programmation informatique,. Les interactions communautaires et le partage de connaissance sont souvent réalisées via les réseaux informatiques grâce à des sites Internet et des médias sociaux qui forment la base des archives et les canaux principaux de partage d'information et d'échange d'idées. Les réunions physiques dans les espaces partagés comme les makerspaces (littéralement « espaces de faiseurs ») sont également un vecteur important du partage de l'information. La culture maker a attiré l'intérêt d'éducateurs s'interrogeant sur le manque d'engagement des étudiants à l'encontre des sujets scientifiques (technologie, ingénierie, mathématiques...) dans le cadre classique de l'éducation. La culture maker est vue comme ayant le potentiel de contribuer à une approche plus participative et de créer de nouvelles voies vers des sujets en les rendant plus vivants et plus pertinents aux yeux des étudiants.

## HackersetMakers

### Tiers lieux de cocréation
Un tiers-lieu, notion développée par Ray Oldenburg, est un lieu entre la sphère privée (la maison) et la sphère professionnelle (le lieu de travail) qui peut être un espace de rencontre, d'échanges et d'activités. Dans le cas des makers, ces lieux peuvent être définis comme des tiers-lieux de cocréation, à savoir des lieux de création en commun où la sérendipité des rencontres va de pair avec celle des innovations.
L'éclosion de la culture maker est très liée à celle des hackerspaces (littéralement « espaces de hackers ») et makerspaces, notamment grâce à la démocratisation d'un modèle cadré par le MIT, les fab labs (ou « fablabs » pour « fabrication laboratory », « laboratoire de fabrication » en anglais). Les définitions de ces lieux sont parfois ambiguës et leurs frontières floues : chaque espace a développé ses particularités en fonction de l’environnement local, tout en s’inscrivant dans un contexte global et dans les valeurs générales du make. Les makerspaces permettent ainsi aux personnes ayant le même état d'esprit de partager leurs idées, leurs outils et leurs compétences.
On dénombre plus de 200 fab labs en France et plus de cent makerspaces en Allemagne et aux États-Unis. Parmi les lieux célèbres, on peut citer le hackerspace Noisebridge (à San Francisco), le Chaos Computer Club (le premier hackerspace allemand, situé à Berlin), NYC Resistor et TechShop, qui sont directement associés à la culture maker. En France, on peut citer l’Artilect (le premier fab lab français), le AV.LAB ou le Faclab. D'autres endroits s'identifient également avec cette culture au sein d'universités traditionnelles à orientation technique, comme le MIT (lieu de naissance du modèle des fab labs, qui a permis la diffusion de la culture maker). Ces mêmes schémas arrivent en France, avec le digiscope, le Téléfab (IMT Atlantique), ou les makers' lab (EM Lyon Business School)[Quand ?]. Avec la popularisation de la culture maker, les hackerspaces et fab labs deviennent plus courants dans les universités. 

### Des valeurs proches
Le hack, comme les makers l'entendent, est le détournement créatif de l'utilisation habituelle d'un objet ou d'une technique. Il se différencie du crack, qui consiste à s'introduire illicitement dans des systèmes informatiques dans le but d'accéder à des ressources.  
On peut, dans une certaine mesure, considérer le make, comme une forme spécifique de hack, le but étant d’être à la fois efficace et écologique, mais également de le faire avec élégance et ingéniosité, en détournant l’usage traditionnel d’un outil ou d’un objet. Le make est, dans une moindre mesure, une culture de l’échec, où chaque essai, à la manière d’un scientifique, chaque nouvelle expérimentation est source d'apprentissages pour l’utilisateur et le groupe.

### Des pratiques similaires

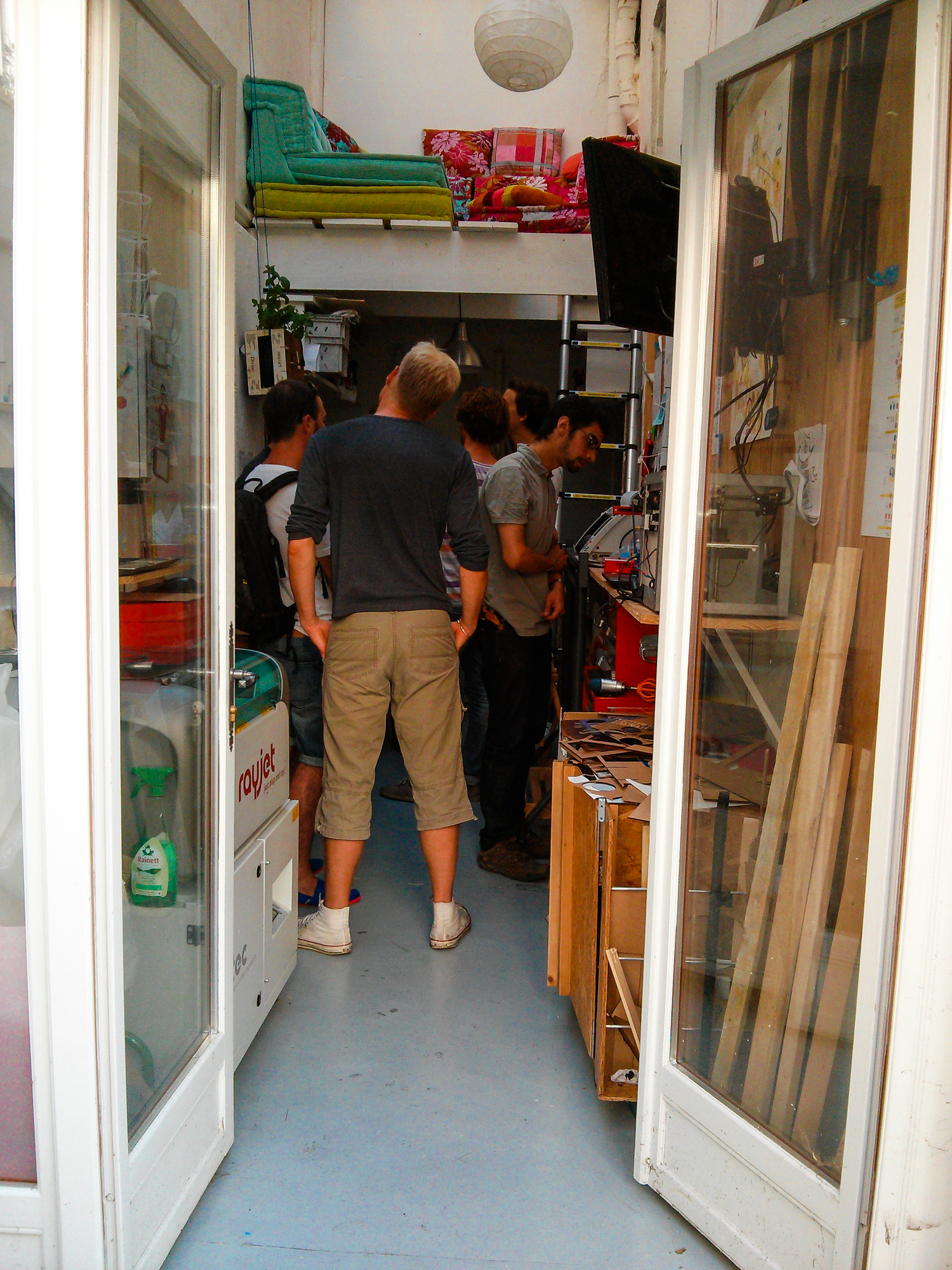
Le Petit Fablab de Paris.

On peut également tracer un parallèle entre les hackers et les makers en matière de pratiques. Le monde des makers est parfois en lien avec de grandes entreprises, leur tâche est semblable à celle d’un ingénieur ou d’un scientifique, mais dans un cadre amateur, voire pro-amateur. Selon Eric von Hippel, ce sont des acteurs ordinaires, des particuliers hors entreprise, mais plongés dans un contexte local, qui répondent à leurs besoins en fonction des ressources disponibles dans leur environnement proche et qui sont un important vecteur d'innovation. Témoins de cet engouement, certaines universités ont ainsi déjà commencé à former des « fabmanagers » ou des facilitateurs.
Les makers, comme les hackers, valorisent la libre circulation de l’information. Pour inciter de telles pratiques, certains fab labs réduisent les coûts d’utilisation des machines pour leurs membres qui partagent les plans de leurs prototypes sur les plateformes du lab ou d'autres plateformes comme Thingiverse, Cults, CubeHero ou Instructables.

## Médias
Quelques médias sont associés à la culture, comme Make (en), un magazine publié depuis 2005 par O'Reilly Media, ou le blog populaire Boing Boing. L'éditeur de Boing Boing, Cory Doctorow, est l'auteur d'un roman, Makers, qu'il décrit comme un livre à propos de « personnes qui hackent le hardware, les business-models et des styles de vies pour découvrir des façons de rester en vie et d'être heureux même quand l'économie part à la dérive ». En France, on retrouve également Hackable, Silex ID, Makery ou La Fabrique dans les médias directement associés à la culture.

## Maker faire

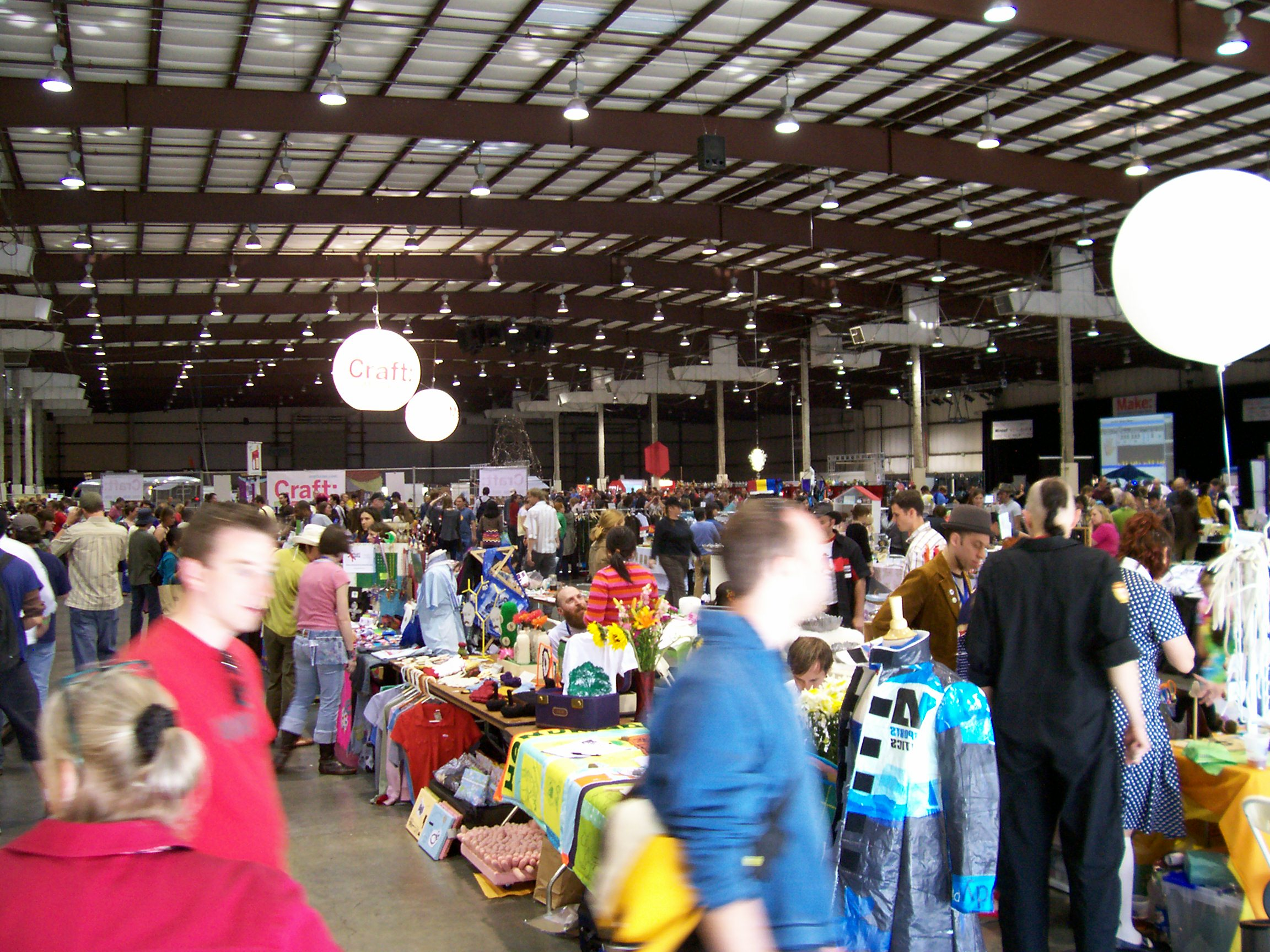
Maker Faire en 2007 à San Mateo, en Californie.

Depuis 2006 la sous-culture a organisé de manière régulière des évènements partout dans le monde, des Maker Faire, qui en 2012 ont attiré un public de 120 000 personnes,.
De plus petits évènements, organisés par des communautés, appelés « Mini Maker Faire », ont aussi vu le jour dans divers endroits où une Maker Faire organisée par O'Reilly n'avait pas eu lieu,,. Maker Faire fournit un kit de démarrage de Mini Maker Faire pour encourager l'éclosion de Maker Faire locales. La première Maker Faire de France a eu lieu à Saint-Malo en 2013.

## Lesmakers, une communauté
Les makers peuvent incarner un renouveau de communautés de type organique, définis par Ferdinand Tönnies comme des ensembles d'individus unis par des liens d'affection et non d'intérêt. En effet, les fab labs et makerspaces favorisent entre les individus les liens faibles avec une réciprocité des échanges. Cette forme d'organisation sociale est semblable à celle que décrit Barry Wellman lorsqu'il reprend la notion de village planétaire dans lequel les dons se font par le troc d'« idées ».
Les makerspaces, hackerspaces, fab labs et autres tiers lieux de co-création sont ainsi un moyen de laisser libre cours à la créativité des membres, du fait des ressources matérielles, intellectuelles et humaines disponibles sur place. Il en découle une nouvelle forme de Do it yourself : le « Do it with (the) others », voire « Do it for (the) others ». Dans les makerspaces et les autres lieux de création se forme ainsi une communauté d’entraide du bricolage. La coprésente est également un vecteur de sociabilité et un gage de cohésion des membres, le fait de bricoler à plusieurs évite l’isolement qui guette parfois certains individus un peu jeunes, proches des milieux hacker, dont les rythmes de vie et les activités ne permettent pas le contact humain, mais également les retraités qui, ayant perdu des proches, trouvent dans la pratique du make en commun un moyen de renouer des liens et d’avoir des relations sociales. Michel Lallement ajoute également que les espaces tels que les makerspaces ont dû se doter de structure et de règles afin de s’institutionnaliser, et que poser un tel cadre avec des règles permet d’éviter des dérapages liés à une mauvaise hygiène de vie.
La coprésence et le fait de se retrouver physiquement est un avantage pour les makers car elle « aide à donner consistance aux envies des uns et des autres » : le fait de se rencontrer physiquement et non plus seulement dans un environnement à distance permet une meilleure cohésion du groupe. De même, dans les hackerspaces, et les fablabs, la collaboration est « basée sur de l’implication fluide et volontaire ». On observe en effet dans ces lieux un certain « papillonnage intellectuel » : chacun peut observer le travail du voisin, voire l'aider, le conseiller ou lui demander conseil. Chaque rencontre constitue un potentiel échange d’idées et un creuset d’innovation qui ne dépend que de l’engagement individuel des personnes impliquées. Il faut néanmoins nuancer ce propos : le paradoxe propre à la culture Internet, à la culture numérique du « alone together » (« seuls ensemble ») ne disparaît pas des makerspaces et des hackerspaces. En effet, la culture maker promeut le travail en commun et la collaboration désintéressée, mais les makers ne sont en rien obligés de se soumettre à ses principes, même s'ils y adhèrent. Le travail personnel peut ainsi parfois l'emporter sur la communauté. 

## Économie locale
Selon le chercheur et politologue Yannick Rumpala, les fab labs peuvent contribuer au retour des outils et des équipements technologiques au niveau local, et avec eux les compétences et la résolution de problèmes locaux, comme l’avait pensé Neil Gershenfeld : « Et au lieu d’apporter les technologies de l’information aux masses, les fab labs montrent qu’il est possible d’apporter les outils pour le développement de ces technologies, afin de développer et de produire des solutions technologiques locales à des problèmes locaux. »
Durant la pandémie de Covid-19 en 2020, par exemple, des techniciens ont mis à contribution leur temps et leurs compétences pour fabriquer des équipements de protection : blouses, masques, visières, valves, pousses seringues voire respirateurs en open source. Alors que les chaînes d’approvisionnement globales et les stocks d’État se révélaient déficients, les makers ont été révélés et ont mis en lumière un modèle productif alternatif, multi-acteurs et local.

## Critique
Nombre de critiques ont été faites à l'encontre de la revendication de la culture maker comme moyen d'apprentissage innovant.

### Du neuf avec du vieux
La culture maker ne serait que le recyclage d'une pratique ancestrale. Depuis toujours, des amateurs font des choses par eux-mêmes. Ainsi, au xxe siècle, la radio-amateur et le radiomodélisme sont des innovations qui ont démarré dans un garage, un hangar ou un grenier.
De même, l'évolution des hobbies vers des business à profit a une longue histoire. Un exemple fameux est celui de la relation entre le Homebrew Computer Club et l'entreprise Apple, dans laquelle Steve Jobs a pris part à la culture maker via son intérêt porté très tôt vers les kits d'électronique Heathkit (en). « Les kits ont appris à Steve Jobs que les produits étaient une manifestation de l'ingéniosité humaine et non des objets magiques tombés du ciel », écrit un auteur économique, qui ajoute « ça lui a donné un niveau de confiance en soi terrible, par rapport au fait qu'à travers l'exploration et l'apprentissage n'importe qui peut comprendre les choses dans son environnement qui lui paraissent compliquées ».
On peut toutefois considérer que la culture maker apporte une réactualisation de buts et de processus qui prennent leurs racines dans la préhistoire — détourner ou créer des choses et communiquer sur la façon de faire. Cette réactualisation aide à mettre l'accent sur des buts et des processus rendus possibles et remis en forme par les innovations récentes : l’Internet, les moyens et les idées de l'open-source, l'ubiquité croissante des outils de calcul numérique de plus en plus petits, rapides, peu chers et flexibles.

### Un culte matérialiste
Selon Debbie Chachra, en n'accordant de valeur qu'à la fabrication, les makers risqueraient d'occulter d'autres aspects essentiels de la vie en communauté, comme l'enseignement, la critique et les soins apportés à autrui.

### Une dépendance renouvelée
Selon Evgeny Morozov, le make n'apporterait que peu d'autonomie à ses partisans, les composants de base étant toujours vendus par les entreprises ; le consumérisme n'en serait que déplacé. De plus, les fonctionnalités des objets conçus seraient intrinsèquement limitées par la conception de ces composants au sein de ces mêmes entreprises.
En outre, les outils professionnels actuels fournissent un tel niveau de sophistication et ont une telle dépendance au système préexistant qu'aucune alternative « faite maison » ne serait capable de les remplacer. Le make serait donc confiné à n'être qu'un loisir et la portée politique du mouvement en serait grandement limitée.